# NGC 6226
NGC 6226 este o galaxie situată în constelația Dragonul. A fost descoperită în 24 septembrie 1862 de către Heinrich Louis d'Arrest. Se află la o distanță de 81,62 de megaparseci de Pământ.